# Associazione Italiana di Studi Catalani
Associazione Italiana di Studi Catalani (AISC) és una entitat cultural que intenta coordinar estudis de diversa temàtica, com la història, la literatura, el pensament, la llengua, l'art, relacionats amb els Països Catalans. L'entitat es va fundar a Roma el 1976, encara que oficialment no es constituí fins al 1978.

## Objectius
Entre els objectius de l'AISC es troben els de promoure la identitat catalana mitjançant la traducció de textos, l'organització de xerrades i la creació de cursos de català que s'han anat estenent a diverses universitats italianes, com la de Bolonya, Trieste, Verona, Pisa i Roma. El seu propòsit ha estat el de reunir a tots els italians o residents a Itàlia que treballen en el fet cultural català per tal d'afavorir intercanvis i iniciatives des de diverses disciplines. Entre els seus fundadors es troben Miquel Batllori, Alberto Boscolo, Jordi Carbonell, Francesco Giunta, Giuseppe Grilli, Maria Grossmann, Raoul Manselli, Giuseppe E. Sansone, Giuseppe Tavani, Alberto Varvaro i Arnaldo Venditti.
Durant la seva trajectòria ha organitzat tres sessions d'estudis, a Roma els anys 1977 i 1978 i a Nàpols el 1979. Dels treballs presentats a les dues primeres reunions, s'ha publicat diversa bibliografia d'estudis italians sobre cultura catalana, que fou publicada a Cosenza sota el títol Il contributo italiano agli studi catalani, 1945-1979 (1981). Posteriorment, ha organitzat seminaris i ha organitzat deu Congressos Internacionals (2012). Publica estudis, actes de congressos, conferències, etc. Ha impulsat la Rivista Italiana di Studi Catalani, el primer número de la qual es publicà l'any 2011.

## Reconeixement
L'any 2011 l'Institut Ramon Llull va concedir a l'Associazione Italiana di Studi Catalani el XXI Premi Internacional Ramon Llull.

## Direcció
Des de la seva fundació, l'associació ha estat dirigida per diversos estudiosos:
- Giuseppe E. Sansone (1978-1989)
- Giuseppe Grilli (1989-1992)
- Jordi Carbonell i de Ballester (1992-1995)
- Ana Maria Compagna (1995-2000)
- Costanzo Di Girolamo (2000-2005 i 2005-2008)
- Patrizio Rigobon (2008-2011)
- Veronica Orazi (2012-2015)
- Enric Bou i Maqueda (2015-2018)
- Nancy De Benedetto (2018-2022)
- Cèlia Nadal Pasqual (2022-)